# گروه حریتا
گروه حریتا (انگلیسی: Harita Group) شرکت خوشه‌ای اندونزیایی است، که در سال ۱۹۱۵ تأسیس شد.